# Acrida madecassa
Acrida madecassa är en insektsart som först beskrevs av Brancsik 1893.  Acrida madecassa ingår i släktet Acrida och familjen gräshoppor. Inga underarter finns listade i Catalogue of Life.